# Ray Parker Jr.
Ray Parker Jr. (født 1. maj 1954) er en amerikansk guitarist, sangskriver, producer og sanger. Han er bedst kendt for at have skrevet titelnummeret til filmen Ghostbusters.